# Pietro Tulumello
(Gesualdo Bufalino)
Pietro Maria Egidio Tulumello (Racalmuto, 30 gennaio 1950) è un fotografo italiano.

## Biografia
È nato a Racalmuto il 30 gennaio 1950, terzogenito di un’antica famiglia nobile siciliana.
Amico dello scrittore Leonardo Sciascia, lo ha fotografato con continuità dalla fine degli anni '70 alla sua scomparsa nel 1989.
Dopo la scomparsa dello scrittore ha raccolto i suoi scatti migliori nel volume fotografico Leonardo da Regalpetra, ritraendolo in contesti sia pubblici che privati. Il libro è introdotto da una prefazione scritta dall’amico Gesualdo Bufalino.

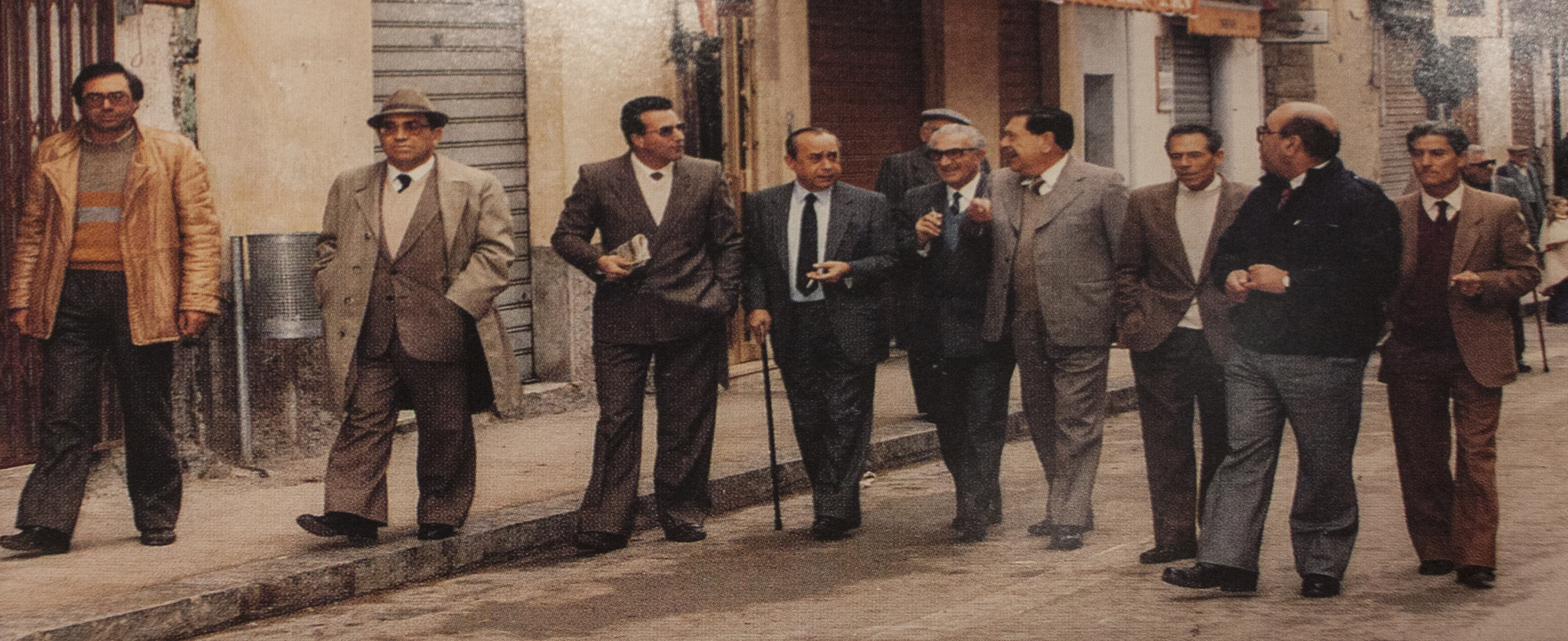
Pietro Tulumello (il primo a sinistra) con Leonardo Sciascia ed alcuni amici a Racalmuto

Ha fotografato anche importanti personalità come Francesco Rosi, Turi Ferro, Giuseppe Tornatore, Damiano Damiani, Severino Gazzelloni, Vincenzo Consolo, i due Presidenti della Repubblica Carlo Azeglio Ciampi e Giorgio Napolitano, i fotografi Ferdinando Scianna e Giuseppe Leone, la giornalista Marcelle Padovani, i magistrati Giovanni Falcone, Paolo Borsellino e molti altri.
Le sue fotografie sono state pubblicate su numerosi cataloghi d’arte, quotidiani e riviste, oltre ad essere utilizzate per documentari e pellicole prodotti da RAI e Mediaset.
Nel 1997 ha realizzato una mostra dedicata alla Festa del Monte, intitolata appunto La Kermesse di Racalmuto, presentata dal giornalista e scrittore Gaetano Savatteri.
Suoi servizi sono stati pubblicati dalla rivista Kalos (Teatro Regina Margherita) e dal Touring Club Italiano (Parco letterario).
Ha contribuito alla realizzazione dell’opera omnia di Leonardo Sciascia pubblicata in Francia dalla prestigiosa casa editrice Fayard con un inserto fotografico.
Ha partecipato, come fotografo di scena, al film-documentario Ce ne ricorderemo, di questo pianeta. Un sogno di Sciascia in Sicilia, con la regia di Salvo Cuccia, trasmesso dalla Rai per il decennale della morte dello scrittore e proiettato al XVIII Festival di Torino.
Ha collaborato con il Teatro Regina Margherita di Racalmuto con la direzione artistica di Andrea Camilleri per la realizzazione di diverse pubblicazioni tra le quali: La Sicilia, il suo cuore. Omaggio a Leonardo Sciascia, edita dalla Fondazione Leonardo Sciascia.
Le fotografie contenute nell'opera sono state poi raccolte in una mostra dal titolo omonimo, promossa dall’Istituto di Cultura Italiana di Belgrado ed esposta presso la Galleria della Casa “Đura Jakšić” di Kragujevac.
Nel 2024, in occasione della VIII edizione del Master di scrittura, organizzato dalla Strada degli Scrittori per molti anni in collaborazione con Treccani, ha curato la mostra storico-documentaria Fammi sapere che film si proietta. Omaggio a Leonardo Sciascia cinefilo.
Numerosi sono stati i premi e riconoscimenti a livello regionale e nazionale.

## Galleria d'immagini

Leonardo Sciascia al premio "Nino Savarese"

Leonardo Sciascia con il fotografo Ferdinando Scianna

Leonardo Sciascia insieme alla moglie Maria Andronico

Leonardo Sciascia al bar con amici

Leonardo Sciascia a Caltanissetta, presso la libreria dell'editore Salvatore Sciascia

## Opere

### Libri di fotografie
- Racalmuto. Passato e presente, Agrigento, Studio Editoria Sud, 1987.
- Leonardo da Regalpetra. Un album di ricordi, con prefazione di Gesualdo Bufalino, Racalmuto, Studio 3, 1990
- La Sicilia, il suo cuore. Omaggio a Leonardo Sciascia, Fondazione Leonardo Sciascia, Racalmuto, 1992

### Consulenza fotografica
- Mario Fusco (a cura di), Œuvres complètes, Parigi, Arthème Fayard, 1999-2002
- Giovanni Di Falco, I vespri siciliani: storia del sipario del teatro di Racalmuto, con prefazione di Andrea Camilleri, Racalmuto, Editoriale Malgrado Tutto, 2003
- Giuseppe Nalbone, Delle chiese di Racalmuto. Ricerche, notizie, documenti, Racalmuto, Editoriale Malgrado Tutto, 2004
- Salvatore Picone, Tra i banchi di Regalpetra: Leonardo Sciascia e la sua scuola, con prefazione di Felice Cavallaro, Racalmuto, Editoriale Malgrado Tutto, 2007
- Giuseppe Nalbone, Salvatore Picone, I Gesuiti di Racalmuto, Racalmuto, Editoriale Malgrado Tutto, 2009
- Silvano Messina, Accadde all’alba. Nella Sicilia feudale del Seicento, Palermo, Editore La Zisa, 2017
- Salvatore Picone, Gigi Restivo,  Dalle parti di Leonardo Sciascia, Milano, Zolfo Editore, 2021

### Filmografia
- Ce ne ricorderemo, di questo pianeta. Un sogno di Sciascia in Sicilia, regia di Salvo Cuccia, 2000